# Piotrów (Ostrowiec)
Pour les articles homonymes, voir Piotrów.
Piotrów est une localité polonaise de la gmina de Waśniów, située dans le powiat d'Ostrowiec en voïvodie de Sainte-Croix.